# Bierebo
Le bierebo (ou bonkovia-yevali) est une langue océanienne parlée par 800 locuteurs au Vanuatu, dans l’ouest de l’île d’Epi, au sud du lamenu et au nord du baki.